# Grand Conseil (France)
Pour les articles homonymes, voir Grand Conseil.
En France, sous l'Ancien Régime, le Grand Conseil était une formation juridictionnelle du Conseil du roi.

## Fondation
Créé à l'initiative de Guy de Rochefort, chancelier de France par un édit d'août 1497, puis confirmé en 1498 par Louis XII, le Grand Conseil était à l'origine destiné à soulager le Conseil du roi des requêtes judiciaires qui lui étaient adressées par des plaideurs.

## Structure
Présidé de droit par le chancelier de France, et composé d'un personnel spécifique d'officiers (propriétaires de leur charge), le Grand Conseil avait un ressort territorial étendu à l'ensemble du royaume. En revanche, il n'avait qu'une compétence d'attribution, dépendant de la volonté royale, et pouvait être saisi :
- par voie d'évocation :
  - générale comme le contentieux des bénéfices ecclésiastiques après le concordat de Bologne de 1516 ou le contentieux entourant la bulle Unigenitus,
  - particulière, c'est-à-dire sur requête du Roi ou d'un puissant personnage ;
- par voie d'attribution, comme les règlements de juge en cas de conflit de juridiction et une partie du contentieux administratif.

À la fin de l’Ancien Régime, le Grand Conseil se compose d’un premier président, de huit présidents, quarante-huit conseillers, d’un procureur général, d’un avocat général et de huit substituts, auxquels il faut ajouter secrétaires, greffiers et huissiers.

## Critique
Parfois critiqué comme juridiction d'exception, le Grand Conseil est une première fois supprimé sous Louis XV, par un édit que le roi fait enregistrer en lit de justice en avril 1771. Les raisons invoquées étaient alors que le Grand Conseil n'avait plus d'utilité dans le cadre de la réforme judiciaire du chancelier Maupeou, qui avait institué les conseils supérieurs qui permettaient de décharger le Parlement de Paris. Rétabli par Louis XVI qui décide d'abandonner les réformes de Maupeou, il est définitivement supprimé par l'article 13 de la loi des 6, 7 et 11 septembre 1790.